# G4S直升機搶劫案
本文所有時間均為瑞典當地使用的歐洲東部時間

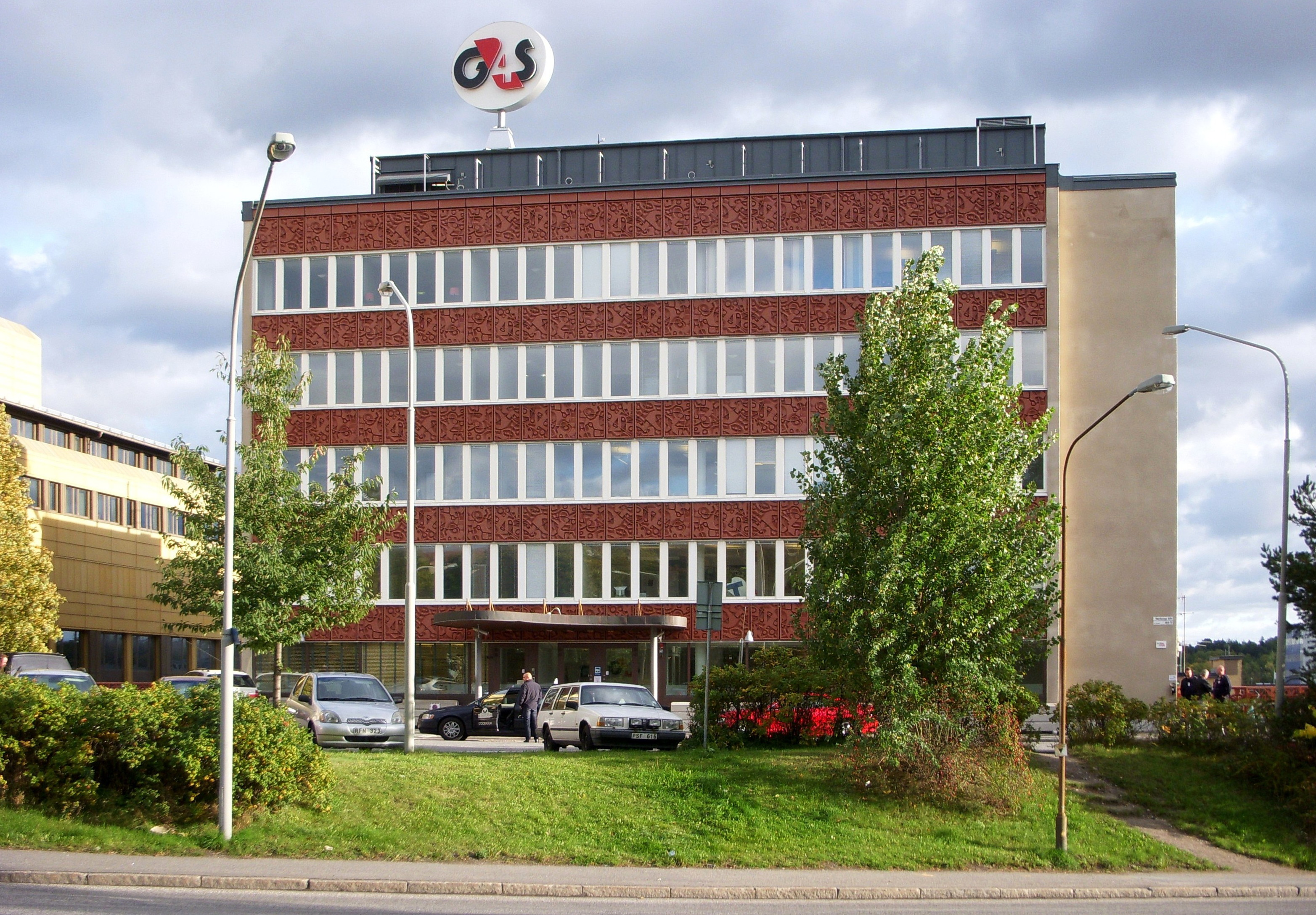
遭搶劫的斯德哥爾摩G4S大樓

G4S直升機搶劫案發生於2009年9月23日早上，瑞典斯德哥爾摩南部韋斯特貝亞（Västberga）的G4S現金庫被劫。過程中，劫匪利用了貝爾206直升機降落在G4S大樓的天台。由於警方基地懷疑放置了炸彈，故無法以直升機追捕劫匪。此案是瑞典歷史上首宗以直升機進行搶劫的個案。

## 過程
- 劫匪從北泰利耶的羅斯拉根（Roslagen）直升機基地偷走一架貝爾206直升機。[1]
- 大樓附近的道路放置了鐵蒺藜，以阻礙警車到場
- 早上5時15分，匪徒乘坐直升機降落在G4S現金服務大樓。3至4人在天台降落後，以鎚擊破強化玻璃[5]。幾枚炸彈在大樓裏爆炸，炸開了保安門，過程中無人受傷。劫匪把現金放進袋裏，搬上直升機。G4S損失的現金價值不明。[3]
- 警方於5時25分到達現場，但由於據報匪徒使用衝鋒槍，警方沒有出手干預。
- 直升機在5時35分起飛，劫匪帶同現金離開G4S大樓。[6]
- 警方在韋姆德島（Värmdö）的直升機基地懷疑放置了炸彈，令警方在數小時內沒有派出直升機；下午1時證實是虛假炸彈。[3]
- 空軍兩架JAS 39獅鷲戰鬥機等候命令，準備從波羅的海飛往圖林厄（Tullinge）追截劫匪。但由於劫案屬警方事務，而非軍事任務，空軍沒有批准戰鬥機起飛。[7]
- 8時，斯德哥爾摩以北30公里的阿爾寧厄的森林裏發現劫匪所用的直升機[3]。

## 追捕匪徒
- G4S宣布提供7百萬瑞典克朗的懸紅，獎賞成功協助逮捕匪徒或取回現金的人[8] 。
- 9月27日，警方拘補了六名懷疑與案件有關的人。[9]
- 塞爾維亞內政部長伊维卡·达契奇稱，該國警方在劫案前已通知瑞典警方，前特種警察部隊「紅色貝雷帽」成員計劃劫案[10] 。